# Gültepe
Gültepe, tot 2013 Gedikli geheten, is een dorp in het Turkse district Haymana in de provincie Ankara. Gültepe ligt op 24,4 kilometer afstand van de regionale hoofdplaats Haymana. Het dichtstbijzijnde is Evliyafakı. 

## Geschiedenis
Krachtens wet nr. 6360 werden alle Turkse provincies met een bevolking van meer dan 750.000 uitgeroepen tot grootstedelijke gemeenten (Turks: büyükşehir belediyeleri), waardoor de dorpen in deze provincies de status van mahalle hebben gekregen (Turks voor stadswijk). Ook Gültepe heeft sinds 2013 de status van mahalle.

## Bevolking
In 2021 telde het dorp Gültepe 455 inwoners, een stijging van 13 personen (+2,94%) ten opzichte van 442 inwoners een jaar eerder. Gültepe kent een klein mannenoverschot - in 2021 woonden er 234 mannen en 221 vrouwen in het dorp.
- 2000 327
Aantal inwoners
- 2011 401
Aantal inwoners
- 2012 412
Aantal inwoners
- 2013 445
Aantal inwoners
- 2014 411
Aantal inwoners
- 2015 414
Aantal inwoners
- 2016 423
Aantal inwoners
- 2017 408
Aantal inwoners
- 2018 698
Aantal inwoners
- 2019 492
Aantal inwoners
- 2020 442
Aantal inwoners
- 2021 455
Aantal inwoners

- Aantal inwoners

In Gültepe wonen (soennitische) Centraal-Anatolische Koerden van de Şêxbizin-stam. In 2021 was 50% van de bevolking jonger dan 30 jaar, 36% was tussen de 30-59 jaar en 14% was 60 jaar of ouder.
Centrale districtsplaats (İlçe Merkezi): Haymana
Dorpen (Köyler):
Ahırlıkuyu · Aktepe · Alahacılı · Altıpınar · Ataköy · Bahçecik · Balçıkhisar ·  Boğazkaya · Bostanhüyük · Bumsuz · Büyükkonak · Büyükyağcı · Cihanşah · Cingirli · Culuk · Çalış · Çatak · Çayraz · Çeltikli ·  Demirözü · Dereköy · Deveci · Devecipınarı · Durupınar  · Durutlar  · Emirler · Esen · Eskikışla · Evci · Evliyafakı · Gedik · Gültepe · Güzelcekale · İncirli · Karahoca  · Karaömerli  · Karapınar  · Karasüleymanlı  · Katrancı · Kavakköy · Kerpiçköy · Kesikkavak · Kızılkoyunlu · Kirazoğlu · Kutluhan · Küçükkonak · Küçükyağcı · Saatli · Sarıdeğirmen · Sarıgöl · Sazağası · Serinyayla · Sırçasaray · Sinanlı · Sındıran · Soğulca · Söğüttepe · Şerefligökgöz · Tabaklı · Tepeköy · Toyçayırı · Türkhüyük · Türkşerefli · Yamak · Yaprakbayırı · Yaylabeyi · Yeniköy · Yergömü · Yeşilköy  · Yeşilyurt · Yukarısebil · Yurtbeyli